# Lucha Underground Trios Championship
Le Lucha Underground Trios Championship est un championnat de catch professionnelutilisé par la Lucha Underground. Il est créé en février 2015 avec Angélico, Ivelisse et  Son of Havoc qui battent The Disciples of Death (Barrio Negro, El Sinestro de la Muerte et Trece) pour devenir les premiers champions lors de l’épisode Trios Champions.
À ce jour, les titres ont connu 10 règnes pour 9 équipes championnes et 26 personnes différentes.

## Statistiques
| Record                                   | Champion(s)                                    | Donnée                   | Réf   |
| ---------------------------------------- | ---------------------------------------------- | ------------------------ | ----- |
| Le plus grand nombre de règnes en équipe | Angélico, Ivelisse et Son of Havoc             | 2                        |       |
| Le plus grand nombre de règnes en solo   | Son of Havoc                                   | 3                        |       |
| Le règne le plus long                    | The Mack, Killshot & Dante Fox                 | 608 jours                |       |
| Le règne le plus court                   | Dragon Azteca Jr., Prince Puma et Rey Mysterio | 7 jours                  |       |
| Le catcheur le plus âgé                  | Rey Mysterio                                   | 41 ans et 29 jours       | [ 1 ] |
| Le catcheur le plus jeune                | Fénix                                          | 25 ans, 1 mois et 1 jour | [ 2 ] |

## Historique des règnes
| #  | Équipe                                                                   | Règne | Date             | Jours | Événement         | Notes |
| -- | ------------------------------------------------------------------------ | ----- | ---------------- | ----- | ----------------- | --- |
| 1  | Angélico, Ivelisse et Son of Havoc                                       | 1     | 8 février 2015   | 69    | Trios Champions   | En battant The Disciples of Death (Barrio Negro, El Sinestro de la Muerte et Trece) pour devenir les premiers champions lors de l’épisode Trios Champions. |
| 2  | The Disciples of Death (Barrio Negro, El Sinestro de la Muerte et Trece) | 1     | 18 avril 2015    | 218   | Ultima Lucha 1    | |
| 3  | Angélico, Ivelisse et Son of Havoc                                       | 2     | 22 novembre 2015 | 49    | Life After Death  | |
| 4  | Dragon Azteca Jr., Prince Puma et Rey Mysterio                           | 1     | 10 janvier 2016  | 7     | Cage in a Cage    | dans un four-way elimination match qui comprenaient également Fénix, PJ Black et Jack Evans et Cortez Castro, Joey Ryan et Mr. Cisco.                      |
| 5  | Worldwide Underground (Jack Evans, Johnny Mundo et PJ Black)             | 1     | 17 janvier 2016  | 14    | Enter the Mundo   | . |
| 6  | Aero Star, Drago et Fénix                                                | 1     | 31 janvier 2016  | 97    | Ultima Lucha Dos  | . |
| 7  | The Reptile Tribe (Drago, Pindar & Vibora)                               | 1     | 7 mai 2016       | 50    | Lucha Underground | |
| 8  | Killshot, The Mack & Dante Fox                                           | 1     | 26 juin 2016     | 608   | Ultima Lucha Tres | Diffusé le 11 octobre 2017. |
| 9  | Killshot (2), Son of Havoc (3) & The Mack(2)                             | 1     | 24 février 2018  | 172   | Lucha Underground | Diffusé le 13 juin 2018 Dante Fox est obligé de rendre le titre et Son of Havoc le remplace dans l'équipe.                                                 |
| 10 | The Reptile Tribe (Daga, Kobra Moon & Jeremiah Crane)                    | 1     | 15 août 2018     | +2    | Lucha Underground | Au cours d'un Tornado Trios match. |